# Lijst van Belgische medaillewinnaars op de Europese kampioenschappen atletiek
Dit is een lijst van Belgische medaillewinnaars op de Europese kampioenschappen atletiek.

## Medaillewinnaars

### Mannen
| Editie | Onderdeel           | Goud | Zilver | Brons |
| ------ | ------------------- | --- | --- | --- |
| 1938   | 1500 m              | | Joseph Mostert (3.54,5)                                                                                              | |
|        |                     | | | |
| 1946   | 110 m horden        | | Pol Braekman (14,9)                                                                                                  | |
|        |                     | | | |
| 1950   | 5000 m              | | | Gaston Reiff (14.26,2) |
|        |                     | | | |
| 1954   | 800 m               | | Lucien De Muynck (1.47,3)                                                                                            | |
|        |                     | | | |
| 1962   | 3000 m steeple      | Gaston Roelants (8.32,6) | | |
| 1962   | marathon            | | Aureel Vandendriessche (2:24.02)                                                                                     | |
|        |                     | | | |
| 1966   | 3000 m steeple      | | | Gaston Roelants (8.28,8) |
| 1966   | marathon            | | Aureel Vandendriessche (2:21.43,6)                                                                                   | |
|        |                     | | | |
| 1969   | marathon            | | Gaston Roelants (2:17.22,2)                                                                                          | |
|        |                     | | | |
| 1971   | marathon            | Karel Lismont (2:13.09) | | |
|        |                     | | | |
| 1974   | marathon            | | | Gaston Roelants (2:16.29,6)                                                                                                   |
|        |                     | | | |
| 1978   | marathon            | | | Karel Lismont (2:12.07,7) |
|        |                     | | | |
| 1982   | marathon            | | Armand Parmentier (2:15.51)                                                                                          | Karel Lismont (2:16.04) |
|        |                     | | | |
| 1994   | 200 m               | | | Patrick Stevens (20,68) |
| 1994   | 10.000 m            | | Vincent Rousseau (28.06,63)                                                                                          | |
| 1994   | 3000 m steeple      | | | William Van Dijck (8.24,86)                                                                                                   |
|        |                     | | | |
| 2010   | 400 m               | Kevin Borlée (45,03) | | |
| 2010   | 4 x 400 m estafette | | | Arnaud Destatte (f) Jonathan Borlée (f) Kevin Borlée Cédric Van Branteghem (3.02,60) Antoine Gillet (kw.) Nils Duerinck (kw.) |
|        |                     | | | |
| 2012   | 4 x 400 m estafette | Jonathan Borlée (f) Kevin Borlée Jente Bouckaert Antoine Gillet (3.01,09) Nils Duerinck (kw.)                                  | | |
|        |                     | | | |
| 2016   | 4 x 400 m estafette | Julien Watrin Jonathan Borlée Dylan Borlée (f) Kevin Borlée (3.01,10) Robin Vanderbemden (kw.)                                 | | |
| 2016   | tienkamp            | Thomas Van Der Plaetsen (8218)                                                                                                 | | |
| 2016   | discuswerpen        | | Philip Milanov (65,71)                                                                                               | |
|        |                     | | | |
| 2018   | 400 m               | | Kevin Borlée (45,13)                                                                                                 | Jonathan Borlée (45,19) |
| 2018   | 10.000 m            | | Bashir Abdi (28.11,76)                                                                                               | |
| 2018   | marathon            | Koen Naert (2:09.51 CR) | | |
| 2018   | 4 x 400 m estafette | Dylan Borlée Jonathan Borlée (f) Jonathan Sacoor Kevin Borlée (f) (2.59,47) Julien Watrin (kw.) Robin Vanderbemden (kw.)       | | |
|        |                     | | | |
| 2022   | 4 x 400 m estafette | | Alexander Doom Julien Watrin (f) Kevin Borlée (f) Dylan Borlée (2.59,49) Jonathan Borlée (kw.) Jonathan Sacoor (kw.) | |
|        |                     | | | |
| 2024   | 400 m               | Alexander Doom (44,15 CR/NR)                                                                                                   | | |
| 2024   | 1500 m              | | Jochem Vermeulen (3.33,30)                                                                                           | |
| 2024   | 4 x 400 m estafette | Jonathan Sacoor (f) Robin Vanderbemden Dylan Borlée Alexander Doom (f) (2.59,84) Florent Mabille (kw.) Christian Iguacel (kw.) | | |
| Totaal | Totaal              | 10 | 13 | 9 |

CR = kampioenschapsrecord
NR = nationaal record

#### Meervoudige medaillewinnaars
N.B. Tussen haakjes het aantal op de estafette behaalde medailles van het totaal vermelde medailles.
| Atleet                 | Goud   | Zilver | Brons  | Totaal | Behaald in:                  |
| ---------------------- | ------ | ------ | ------ | ------ | ---------------------------- |
| Kevin Borlée           | 04 (3) | 02 (1) | 01 (1) | 07 (5) | 2010, 2012, 2016, 2018, 2022 |
| Jonathan Borlée        | 03 (3) | 01 (1) | 02 (1) | 06 (5) | 2010, 2012, 2016, 2018, 2022 |
| Dylan Borlée           | 03 (3) | 01 (1) | 0      | 04 (4) | 2016, 2018, 2022, 2024       |
| Robin Vanderbemden     | 03 (3) | 0      | 0      | 02 (2) | 2016, 2018, 2024             |
| Julien Watrin          | 02 (2) | 01 (1) | 0      | 03 (3) | 2016, 2018, 2022             |
| Alexander Doom         | 02 (1) | 01 (1) | 0      | 03 (2) | 2022, 2024                   |
| Jonathan Sacoor        | 02 (2) | 01 (1) | 0      | 03 (3) | 2018, 2022, 2024             |
| Gaston Roelants        | 01     | 01     | 02     | 04     | 1962, 1966, 1969, 1974       |
| Karel Lismont          | 01     | 0      | 02     | 03     | 1971, 1978, 1982             |
| Aureel Vandendriessche | 0      | 02     | 0      | 02     | 1962, 1966                   |

### Vrouwen
| Editie | Onderdeel           | Goud                       | Zilver              | Brons                                                                                             |
| ------ | ------------------- | -------------------------- | ------------------- | ------------------------------------------------------------------------------------------------- |
| 2002   | 100 m               |                            | Kim Gevaert (11,22) |                                                                                                   |
| 2002   | 200 m               |                            | Kim Gevaert (22,53) |                                                                                                   |
|        |                     |                            |                     |                                                                                                   |
| 2006   | 100m                | Kim Gevaert (11,06)        |                     |                                                                                                   |
| 2006   | 200 m               | Kim Gevaert (22,68)        |                     |                                                                                                   |
| 2006   | hoogspringen        | Tia Hellebaut (2,03)       |                     |                                                                                                   |
|        |                     |                            |                     |                                                                                                   |
| 2010   | hink-stap-springen  |                            |                     | Svetlana Bolshakova (14,55)                                                                       |
|        |                     |                            |                     |                                                                                                   |
| 2014   | zevenkamp           |                            |                     | Nafissatou Thiam (6423)                                                                           |
|        |                     |                            |                     |                                                                                                   |
| 2018   | zevenkamp           | Nafissatou Thiam (6816)    |                     |                                                                                                   |
|        |                     |                            |                     |                                                                                                   |
| 2022   | zevenkamp           | Nafissatou Thiam (6628)    |                     |                                                                                                   |
|        |                     |                            |                     |                                                                                                   |
| 2024   | 4 x 400 m estafette |                            |                     | Naomi Van Den Broeck Imke Vervaet Cynthia Bolingo Helena Ponette (f) (3.22,95) Camille Laus (kw.) |
| 2024   | zevenkamp           | Nafissatou Thiam (6848 CR) |                     | Noor Vidts (6596)                                                                                 |
| Totaal | Totaal              | 6                          | 2                   | 4                                                                                                 |

CR = kampioenschapsrecord

#### Meervoudige medaillewinnaars
| Atlete           | Goud | Zilver | Brons | Totaal | Behaald in:            |
| ---------------- | ---- | ------ | ----- | ------ | ---------------------- |
| Nafissatou Thiam | 03   | 0      | 01    | 04     | 2014, 2018, 2022, 2024 |
| Kim Gevaert      | 02   | 02     | 0     | 04     | 2002, 2006             |

## Medaillespiegel
| Editie | Goud | Zilver | Brons | Totaal |         | Mannen | Vrouwen |
| ------ | ---- | ------ | ----- | ------ | ------- | ------ | ------- |
| 1934   | 0    | 0      | 0     | 0      |         |        |         |
| 1938   | 0    | 01     | 0     | 01     | 0-1-0   |        |         |
| 1946   | 0    | 01     | 0     | 01     | 0-1-0   |        |         |
| 1950   | 0    | 0      | 01    | 01     | 0-0-1   |        |         |
| 1954   | 0    | 01     | 0     | 01     | 0-1-0   |        |         |
| 1958   | 0    | 0      | 0     | 0      |         |        |         |
| 1962   | 01   | 01     | 0     | 02     | 1-1-0   |        |         |
| 1966   | 0    | 01     | 01    | 02     | 0-1-1   |        |         |
| 1969   | 0    | 01     | 0     | 01     | 0-1-0   |        |         |
| 1971   | 01   | 0      | 0     | 01     | 1-0-0   |        |         |
| 1974   | 0    | 0      | 01    | 01     | 0-0-1   |        |         |
| 1978   | 0    | 0      | 01    | 01     | 0-0-1   |        |         |
| 1982   | 0    | 01     | 01    | 02     | 0-1-1   |        |         |
| 1986   | 0    | 0      | 0     | 0      |         |        |         |
| 1990   | 0    | 0      | 0     | 0      |         |        |         |
| 1994   | 0    | 01     | 02    | 03     | 0-1-2   |        |         |
| 1998   | 0    | 0      | 0     | 0      |         |        |         |
| 2002   | 0    | 02     | 0     | 02     |         | 0-2-0  |         |
| 2006   | 03   | 0      | 0     | 03     |         | 3-0-0  |         |
| 2010   | 01   | 0      | 02    | 03     | 1-0-1   | 0-0-1  |         |
| 2012   | 01   | 0      | 0     | 01     | 1-0-0   |        |         |
| 2014   | 0    | 0      | 01    | 01     |         | 0-0-1  |         |
| 2016   | 02   | 01     | 0     | 03     | 2-1-0   |        |         |
| 2018   | 03   | 02     | 01    | 06     | 2-2-1   | 1-0-0  |         |
| 2022   | 01   | 01     | 0     | 02     | 0-1-0   | 1-0-0  |         |
| 2024   | 03   | 01     | 02    | 06     | 2-1-0   | 1-0-2  |         |
| Totaal | 16   | 15     | 13    | 44     | 10-13-9 | 6-2-4  |         |

1934 ·
1938 ·
1946 ·
1950 ·
1954 ·
1958 ·
1962 ·
1966 ·
1969 ·
1971 ·
1974 ·
1978 ·
1982 ·
1986 ·
1990 ·
1994 ·
1998 ·
2002 ·
2006 ·
2010 ·
2012 ·
2014 ·
2016 ·
2018 ·
2022 ·
2024
Belgische medaillewinnaars · Nederlandse medaillewinnaars